# Caerphilly (borough de comté)
Pour les articles homonymes, voir Caerphilly (homonymie).
Caerffili (borough de comté)
Caerphilly (appellation anglaise), ou Caerffili (appellation galloise), est un borough de comté situé dans le sud du pays de Galles. La ville de Ystrad Mynach en est le centre administratif.

## Communautés
Caerphilly comprend les communautés suivantes :
| Nom anglais                       | Nom gallois                         | Population (2011) | Remarques                                                       |
| --------------------------------- | ----------------------------------- | ----------------- | --------------------------------------------------------------- |
| Abercarn                          | Abercarn                            | 5 352             |                                                                 |
| Aber Valley                       | Cwm Aber                            | 6 799             | Comprend Abertridwr (en) et Senghenydd.                         |
| Argoed                            | Argoed                              | 2 769             | Comprend aussi Markham (en).                                    |
| Bargoed                           | Bargod                              | 11 900            | Ville.                                                          |
| Bedwas, Trethomas and Machen      | Bedwas, Tretomos a Machen           | 10 758            | Comprend Bedwas, Trethomas (en), Machen et Graig-y-Rhacca (en). |
| Blackwood                         | Coed Duon                           | 8 496             | Ville.                                                          |
| Caerphilly                        | Caerffili                           | 41 402            | Ville.                                                          |
| Cefn Fforest                      | Cefn Fforest                        | 3 894             |                                                                 |
| Crosskeys                         | Crosskeys                           | 3 265             |                                                                 |
| Crumlin                           | Crymlyn                             | 5 947             |                                                                 |
| Darran Valley                     | Cwm Darran                          | 2 607             | Comprend Deri (en) et Fochriw (en).                             |
| Gelligaer                         | Gelli-gaer                          | 18 408            | Ville. Comprend Cefn Hengoed (en) et Hengoed.                   |
| Llanbradach and Pwllypant         | Llanbradach a Phwll-y-pant          | 4 383             | Llanbradach (en) et Pwllypant (cy).                             |
| Maesycwmmer                       | Maesycwmwr                          | 2 242             |                                                                 |
| Nelson                            | Ffos y Gerddinen                    | 4 647             |                                                                 |
| Newbridge                         | Trecelyn                            | 6 509             |                                                                 |
| New Tredegar                      | Tredegar Newydd                     | 4 966             |                                                                 |
| Pengam                            | Pengam                              | 3 848             |                                                                 |
| Penmaen                           | Penmaen                             | 5 251             |                                                                 |
| Penyrheol, Trecenydd and Energlyn | Penyrheol, Trecenydd ac Enau'r Glyn | 12 537            | Comprend Penyrheol (en), Trecenydd (en) et Energlyn.            |
| Pontllanfraith                    | Pontllanfraith                      | 8 552             |                                                                 |
| Rhymney                           | Rhymni                              | 8 845             | Ville. Comprend Pontlottyn (en) et Abertysswg (en).             |
| Risca East                        | Dwyrain Rhisga                      | 6 464             | Créée en 2010 par scission de Risca (en).                       |
| Risca West                        | Gorllewin Rhisga                    | 5 229             | Créée en 2010 par scission de Risca (en).                       |
| Rudry                             | Rhydri                              | 1 053             | Comprend Draethen et Waterloo.                                  |
| Van                               | Y Fan                               | 4 923             |                                                                 |
| Ynysddu                           | Ynysddu                             | 3 948             | Comprend Cwmfelinfach (en) et Wyllie (en).                      |